# Суониеми, Калеви
Калеви Энсио Суониеми (фин. Kalevi Ensio Suoniemi; 14 июля 1931 — 17 июня 2010) — финский гимнаст, призёр Олимпийских игр.
Калеви Суониеми родился в 1931 году в Тампере. В 1956 году в составе финской команды завоевал бронзовую медаль Олимпийских игр в Мельбурне. В 1957 году стал бронзовым призёром чемпионата Европы.